# Бисо
Бисо (груз. ბისო) — село в Грузии, в муниципалитете Душети края Мцхета-Мтианети. 

## География
Село расположено в северной части края, в 75 километрах по прямой к северо-востоку от центра муниципалитета Душети. Высота центра — 1760 метров над уровнем моря.

## Население
По данным переписи населения 2014 года, в селе проживало 2 человека.
| Год  | Население | Мужчины | Женщины |
| ---- | --------- | ------- | ------- |
| 1926 | 74        | 31      | 34      |
| 2002 | 5         | 2       | 3       |
| 2014 | 2         | 1       | 1       |